# Diplomatieke onschendbaarheid

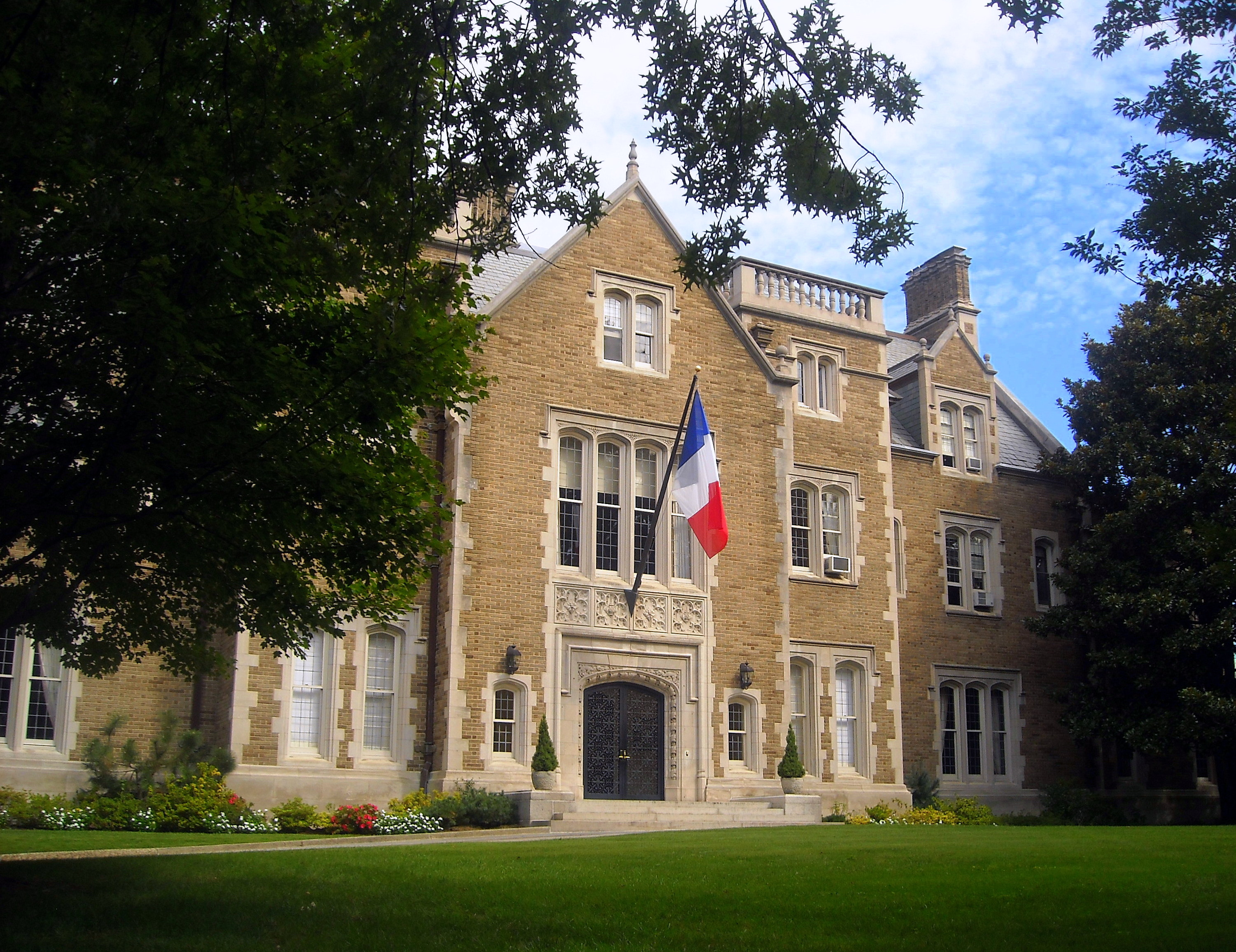
Vanwege diplomatieke onschendbaarheid, maar ook tegen spionagerisico's, mag de officiële residentie van een ambassadeur in een gastland door de lokale politie niet zonder toestemming worden betreden. Hier de residentie van de Franse ambassadeur in Washington.

Diplomatieke onschendbaarheid of diplomatieke immuniteit is een bij internationaal recht geregelde bescherming tegen rechtsvervolging voor diplomaten, maar ook buitenlandse staatshoofden, regeringsleiders, of ministers van Buitenlandse Zaken, tijdens de periode waarin zij die functie uitoefenen, en bij uitbreiding bepaalde ambtenaren van internationale organisaties. Deze bescherming heeft te maken met de bijzondere aard van hun functie; de belangrijkste bedoeling is om functionarissen ervan te verzekeren dat zij taken zonder belemmeringen kunnen uitvoeren.
In de verdragen van Wenen is onschendbaarheid van nature functiegerelateerd. Diplomaten zijn vertegenwoordigers van een land of regering. Daarbij is inbegrepen dat zij onafhankelijk zijn ten opzichte van de autoriteiten van de gaststaat. Deze regeling geldt binnen zekere grenzen voor inwonende familieleden van diplomaten, en het personeel van buitenlandse nationaliteit van de ambassade of het consulaat. Hiermee kunnen autoriteiten geen kans krijgen om diplomaten en hun gezinsleden onder druk te zetten. Enkel de zendstaat kan de erkende diplomatieke onschendbaarheid van een onderdaan opheffen.
Behalve dat de gaststaat zich van bepaalde activiteiten moet onthouden, heeft deze bovendien de plicht om degene die diplomatieke onschendbaarheid geniet en diens gezinsleden te beschermen tegen bijvoorbeeld huisvredebreuk, schade of ordeverstoring.
Het dragen van alleen een diplomatiek paspoort, zoals sommige politici en hoge ambtenaren doen, is in principe onvoldoende om aanspraak op diplomatieke onschendbaarheid te kunnen maken. Om daarop aanspraak te kunnen maken, dient óók de gaststaat de diplomatieke onschendbaarheid van de persoon in kwestie te erkennen. Dit gebeurt meestal doordat de gaststaat aan de betrokkene een identiteitsbewijs verstrekt, waaruit zijn onschendbaarheid blijkt. Een diplomatiek visum wordt door de gaststaat verstrekt.

## Buitenlandse ambassades en consulaten
Ook de gebouwen, dus ambassades, consulaten en hun aanhorigheden, genieten een diplomatieke (of consulaire) onschendbaarheid. In tegenstelling tot wat vroeger wel werd betoogd behoren zij niet tot het grondgebied van de zendstaat, maar blijft het terrein deel uitmaken van het grondgebied van de ontvangststaat. Dat betekent dat het recht van de ontvangststaat van toepassing is op het terrein van de zending. Echter, de diplomatieke (of consulaire) onschendbaarheid vormt een belemmering voor het oefenen van rechtsmacht op het terrein van het diplomatieke of consulaire gebouw. Om in zo een geval toch handhaving mogelijk te maken kan de ontvangststaat de zendstaat verzoeken om de onschendbaarheid op te heffen.

## Misbruik
Het gedrag van een diplomaat reflecteert op het land van afkomst. Hiervan bewust zal een diplomaat in de regel de wetten van het gastland respecteren. Misbruik van diplomatieke onschendbaarheid kan echter voorkomen:
- Verkeersboetes en belastingen worden niet altijd betaald. Hoewel sommige ambassades erop staan dat alles netjes betaald wordt zijn anderen daar minder kritisch op. In Den Haag wordt ongeveer de helft van de parkeerboetes van diplomaten niet betaald,[2] terwijl in Londen sommige ambassades miljoenen aan onbetaalde Congestion Charge heffingen hebben openstaan.[3]
- Sommige banken zijn voorzichtig met het verlenen van krediet aan diplomaten, aangezien er geen manier is om terugbetaling af te dwingen.
- Diplomatieke onschendbaarheid is gebruikt om onder aanklachten uit te komen.[4][5]

In geval van overtreding van de lokale wetten kan het gastland vragen om opheffing van de diplomatieke onschendbaarheid. Als deze door het zendland verleend wordt, wordt alsnog tot vervolging overgegaan. Mocht deze niet verleend worden dan kan het gastland de betreffende persoon Persona non grata verklaren. Deze zal dan het gastland binnen afzienbare tijd dienen te verlaten.
Als er geen vervolging in het gastland is geweest, dan kan deze alsnog plaatsvinden in de zendstaat. Vervolging door de zendstaat is echter niet verplicht. Een eventuele vervolging vindt plaats volgens de wetten en gebruiken van het land van herkomst.

### Nederland
In Nederland werd in september 2014 in hoger beroep door het Gerechtshof te Leeuwarden geoordeeld dat een buitenlandse diplomaat niet konden worden vervolgd wegens een snelheidsovertreding waarvan hij werd verdacht, aangezien aan personen die diplomatieke immuniteit genieten geen administratieve sanctie kan worden opgelegd. Op 23 januari 2019 werd een nieuwe wet aangenomen, die op 15 februari 2019 in het Staatsblad werd gepubliceerd, als aanpassing aan de daarmee ontstane situatie. Daarbij werd aan de Wet administratiefrechtelijke handhaving verkeersvoorschriften een artikel 5c ingevoegd. Daarin wordt bepaald dat indien er geen administratieve sanctie kan worden opgelegd, omdat degene die ten tijde van de geconstateerde gedraging met of door middel van een motorrijtuig met een kenteken als bedoeld in artikel 4 van het Kentekenreglement (waarmee gedoeld wordt op het CD-kenteken) was ingeschreven in het kentekenregister immuniteit geniet op grond van het volkenrecht, de officier van justitie diens gegevens dan verstrekt aan de Minister van Buitenlandse Zaken ten behoeve van het versturen van een notificatie aan deze kentekenhouder.

## Afstand
De zendstaat kan de diplomatieke immuniteit bij een bepaalde diplomaat opheffen. Dit gebeurt weleens wanneer een diplomaat een zwaar misdrijf heeft begaan dat niet gerelateerd is aan zijn diplomatieke functie (in tegenstelling tot bijvoorbeeld spionage) of getuige was van zo'n misdrijf. In het algemeen heffen zendstaten de immuniteit echter niet vaak op. Diplomaten zelf kunnen geen afstand doen van hun immuniteit, tenzij in het geval van afvalligheid (defection). Anderzijds kan de zendstaat beslissen om zelf de diplomaat te vervolgen. Indien de zendstaat wél de immuniteit opheft van een bepaalde diplomaat, zal dit vaak gebeuren omdat het in het algemeen belang is om de diplomaat te vervolgen. Zo werd bijvoorbeeld in 2002 een Colombiaanse diplomaat vervolgd in Londen voor onvrijwillige doodslag, nadat de Colombiaanse overheid afzag van zijn diplomatieke onschendbaarheid.
Hoogst uitzonderlijk veroordeelde de correctionele rechtbank van Antwerpen in 2021 een Iraanse diplomaat van wie de onschendbaarheid niet was opgeheven door het zendland. Hij kreeg twintig jaar cel voor poging tot terroristische moord en deelname aan de activiteiten van een terroristische organisatie. Naar het oordeel van de rechtbank was hij alleen in Oostenrijk geaccrediteerd en oefende hij op de ambassade geen diplomatieke activiteiten uit.

## Bronverwijzingen
1. ↑  C. Van den Wyngaert, Kennismaking met het Internationaal en Europees strafrecht, Antwerpen/Apeldoorn: Maklu 2003, p. 41.
2. ↑  Vragen aan B&W Den Haag over Parkeerbonnen van buitenlandse diplomaten, 27 maart 2012
3. ↑  (en) Diplomats owe £67m in London congestion charge fines, BBC News, 11 juli 2013
4. ↑  (en) US diplomat Joshua Walde leaves Kenya after fatal traffic accident, Global Post, 2 augustus 2013
5. ↑  (en) Mexican Embassy: Official Fired After Getting Caught With White House BlackBerries, Fox News, 25 april 2008
6. ↑  arrest Gerechtshof Leeuwarden 26 september 2014
7. ↑  Wet van 23 januari 2019, houdende wijziging van de Wet administratiefrechtelijke handhaving verkeersvoorschriften en de Wet justitiële en strafvorderlijke gegevens in verband met het verstrekken van gegevens over personen met diplomatieke immuniteit die verkeersovertredingen hebben begaan
8. ↑  Diplomaten komen niet meer helemaal weg met verkeersovertreding. Gearchiveerd op 23 mei 2022.
9. ↑  Iraanse topspion en Belgisch-Iraans koppel krijgen tot 20 jaar cel voor verijdelde aanslag in Parijs, VRT NWS, 4 februari 2021